# Lourdes Pangelinan
Lourdes Pangelinan est une diplomate guamienne.

## Biographie
D'ascendance chamorro, elle étudie les relations internationales à l'université de Californie à Davis et devient journaliste à Guam. En 1984 elle devient chef de cabinet du gouverneur de Guam, le républicain Paul McDonald Calvo.
Adjointe au directeur général de la Communauté du Pacifique, Robert Dun, à partir de 1996, elle lui succède en janvier 2000, jusqu'en 2006.